# Cocolo
Cocolo est un terme d'argot commun dans le langage parlé des Antilles. Il est parfois utilisé pour désigner des descendants africains non hispaniques. C'est également un terme désignant des personnes venant des Antilles anglophones et françaises dans des pays hispanisants : San Pedro de Macoris, Puerto Plata et la péninsule de Samaná de la République dominicaine.
Ceci peut être comparé au terme créole désignant un groupe ethnique de Louisiane. L'usage, hormis l'ethnie spécifique des Cocolos de San Pedro de Macoris, est vague et le mot se rapporte aux noirs et aux pauvres de toutes races ou tous ceux dont la culture ou la musique est de style afro-latino comme la salsa et autres genres musicaux afro-antillais hispanisants. Le terme est souvent utilisé avec orgueil lorsqu'il qualifie sa propre personne mais peut être une insulte lorsque d'autres l'utilisent.

## Origine
L'origine du mot cocolo est à rechercher parmi les migrants de l'Île de la Tortue. Dans la République dominicaine, le mot désigne exclusivement les descendants antillais qui sont venus dans les villes de San Pedro de Macoris, Puerto Plata, ou d'autres contrées pour travailler sur les docks et les plantations de canne à sucre à la fin du XIXe et au début du XXe siècle.
Les descendants des esclaves affranchis noirs américains qui vivent dans la péninsule de Samaná ne sont jamais appelés Cocolos. On les désigne par le vocable « Los Americanos » ("Les Américains").
Le mot Cocolo s'est ensuite étendu au Porto Rico où il est utilisé à l'égard des noirs dominicains et africains en général. Cependant, en 1937, il s'applique exclusivement aux noirs de Porto Rico. Le terme de « cocolo » devient ultérieurement un mot d'argot pour désigner la sous-culture qui a suivi la musique latino-africaine, spécialement la Salsa, par opposition à la musique Rock dont les pratiquants étaient des « rockeros ». Dans le Porto Rico de la fin des années 1970 et du début des années 1980, la rivalité entre "cocolos" et "rockeros" peut être comparée à celle existant au Royaume-Uni entre les Mods et les Rockers dans les années 1960.